# Heinrich Kuhr
Heinrich Kuhr (* 28. Juni 1892 in Bramhar, Kreis Meppen; † 22. Dezember 1971 in Lingen (Ems)) war Heuermann, Siedler, Verbandsfunktionär und Politiker (Mitglied des Landtags von Niedersachsen, hannoverscher Provinziallandtag).

## Leben
Bernard Heinrich Kuhr war der älteste Sohn des kinderreichen Heuermanns Johann Heinrich Kuhr und dessen Ehefrau Anna Maria, geb. Kater. Er nahm nach dem Einsatz im Ersten Weltkrieg von 1914 bis 1918, wobei er schwer verwundet wurde, selbst eine Tätigkeit als Heuermann auf. 1923 erwarb er elf Hektar Ödland im Bienerfeld, heute Geeste, Kreis Emsland, die er bis 1927 nach und nach kultivierte und mit Wohn- und Wirtschaftsgebäuden versah, um dann als Neubauer dort zu arbeiten.

### Politisches und öffentliches Wirken bis 1945
Ins öffentliche Leben trat Kuhr direkt nach dem Ende des Ersten Weltkriegs, als er in Bramhar Mitglied des mit behördlicher Unterstützung gebildeten Bramharer Bauernrats wurde. In Anbetracht der nach dem Krieg besonders heftigen Auseinandersetzungen zwischen Bauern und Heuerleuten hatte sich Kuhr demgegenüber umgehend dem im Juni 1919 konstituierten „Verein Christlicher Heuerleute, Kleinbauern und Pächter“ (VCH) angeschlossen. Die Konflikte um die Heuerverträge führten zu einem beträchtlichen Zulauf zum VCH, der sich daraufhin entschloss, Anfang 1920 einen hauptamtlichen Geschäftsführer einzustellen. 
Im VCH sofort in führende Position aufgerückt, vertrat Heinrich Kuhr den Verband bereits 1919 bei Verhandlungen mit Berliner Ministerien, in denen eine bessere rechtliche Absicherung der Heuerleute und Kleinpächter erreicht werden sollte. Schon 1920 wurde ein Pachtschutzgesetz zu Gunsten der Heuerleute verabschiedet. Als nun der VCH-Gründer Joseph Deters aus Handrup Anfang 1920 hauptamtlicher Geschäftsführer dieser nach dem „Emsländischen Bauernverein“ einflussreichsten Organisation der Region Emsland/Bentheim wurde, wählte man Heinrich Kuhr zum Vorsitzenden dieser Heuerleute-Organisation. Dies blieb er bis zur Gleichschaltung dieser Organisation durch die Nationalsozialisten. Der VCH fasste im gesamten Emsland, der Grafschaft Bentheim und in den katholischen Regionen des Kreises Bersenbrück Fuß. Neben dem „Emsländischen Bauernverein“ wurde der VCH die bedeutendste wirtschaftspolitische Interessenorganisation im Raum Emsland/Grafschaft Bentheim während der Weimarer Republik. Ende 1923 waren gut 3000 Personen in ihm organisiert.
Als Vertreter der Kleinlandwirte war Kuhr von 1921 bis 1933 für die katholische Zentrumspartei Mitglied des Lingener Kreistags und verblieb nach der Parteiauflösung noch bis 1937 im Kreisausschuss, in den er bereits 1925 gewählt worden war. Nach 1920 fühlten sich die emsländischen Heuerleute von der Zentrumspartei aufgrund der starken Präsenz von Großbauern in den regionalen Führungsgremien politisch vernachlässigt. Unter Leitung des VCH-Gründers und -Geschäftsführers Joseph Deters gingen sie bei der Reichstagswahl vom Mai 1924 scharenweise zur linkskatholischen Splitterpartei Christlich-Soziale Volksgemeinschaft über, die dadurch zweitstärkste Partei im Emsland wurde. 
Eine Verständigung der Heuerleute-Organisation mit der Zentrumspartei stellte daraufhin sicher, dass ihr Vorsitzender Heinrich Kuhr für das Zentrum von 1925 bis 1933 als Abgeordneter in den hannoverschen Provinziallandtag einziehen konnte. Zugleich wurde er Mitglied der Zentrumsvereinigung „Emsland“, dem Führungsgremium der Partei für die Region Emsland/Grafschaft Bentheim, sowie deren Delegierter beim Reichsparteitag in Köln 1928. Kuhrs große Bedeutung bei der Bindung der zahlreichen Heuerleute, Kleinbauern und auch der emsländischen Arbeiterschaft an die Zentrumspartei schlug sich ferner darin nieder, dass er von 1930 bis 1933 als Vorstandsmitglied der preußischen Zentrumspartei amtierte.
Als gefragter Versammlungsredner des Zentrums trat er auf zahlreichen Kundgebungen der Partei in der Region auf und bekämpfte dabei entschieden den Kommunismus und Nationalsozialismus. Von 1926 bis 1933, also für den Gesamtzeitraum ihres Bestehens als eigenständiger Verband, leitete er die sehr erfolgreich wirkende Siedlungsgenossenschaft „Emsland“ des VCH.
1927 wählten die Heuerleute und Kleinbauern im Kreis Aschendorf Heinrich Kuhr in die Landwirtschaftskammer Hannover. Der Siedler Kuhr war ein Freund des späteren Bundespräsidenten Heinrich Lübke (1894–1972). Lübke verdankte ihm die Position des Vorsitzenden des „Reichsverbandes landwirtschaftlicher Klein- und Mittelbetriebe“, zu dessen Gründern 1922 der VCH und der verbündete „Nordwestdeutsche Heuerleute-Verband“ aus der Osnabrücker Region gehörten. Als Repräsentant des VCH gehörte der Biener von 1927 bis 1933 dem Reichsvorstand der Deutschen Bauernschaft in Berlin an, in dem sich 1927 der „Reichsverband landwirtschaftlicher Klein- und Mittelbetriebe“ mit weiteren demokratisch orientierten Landwirtschaftsorganisationen aus dem gesamten Reich verbunden hatte. 
Heinrich Kuhrs Hauptwerk war 1932 der Ankauf des Gutes Geeste für die Siedlungsgenossenschaft „Emsland“. Dort entstand das Dorf Osterbrock. Der „Verein Christlicher Heuerleute“ stand bis zur nationalsozialistischen Machtübernahme treu zur Weimarer Republik und zur Zentrumspartei. Nationalsozialistische Unterwanderungsversuche fanden in seinen Reihen keinerlei Anklang. Ferner engagierte sich Heinrich Kuhr im „Volksverein für das katholische Deutschland“. Aufgrund seines Engagements und seiner politischen Stellung wurde er im Dezember 1928 in den Reichsvorstand dieses Verbandes gewählt, der im Emsland stark vertreten war.
Die nationalsozialistischen Gleichschaltungsbemühungen bewirkten schließlich im Frühjahr 1933 eine Durchsuchung seines Privathauses seitens der Gestapo sowie der VCH-Geschäftsräume in Lingen durch die SA. Seine Position als Verbandsvorsitzender musste er aufgrund des starken NS-Drucks aufgeben, der VCH wurde aufgelöst.

### Politisches und öffentliches Wirken nach 1945
Gleich nach der Beendigung des Zweiten Weltkriegs berief ihn die britische Besatzungsbehörde in den Lingener Kreistag und in den Bezirkslandtag für den Regierungsbezirk Osnabrück. Dort war der Heuerleutevertreter Vorsitzender des Ausschusses für Ernährung, Landwirtschaft und landwirtschaftliches Siedlungswesen. Kuhr gehörte zu den Gründern der CDU im Landkreis Lingen. Allerdings folgte ihm nur ein Teil der Heuerleute, von denen viele der Zentrumspartei die Treue hielten. Bis weit in die 1950er Jahre hinein blieb der Kreis Lingen eine Hochburg des Zentrums. Als eines der ersten CDU-Mitglieder des Landkreises saß Heinrich Kuhr von 1945 bis 1948 sowie von 1954 bis 1964 zunächst als ernanntes und später als gewähltes bzw. nachgerücktes Mitglied im Lingener Kreistag. Außerdem vertrat Kuhr den Wahlkreis Lingen-Bersenbrück von 1955 bis 1959 im 3. Niedersächsischen Landtag. Mit den Niedergang des Zentrums wechselten viele Heuerleutefamilien politisch nicht zur SPD, die zu deren Gewinnung vielfältige Anstrengungen unternahm, sondern zur CDU, wozu die Aufstellung Kuhrs 1955 maßgeblich beitrug. Auch in der CDU bekleidete Kuhr zahlreiche Ämter. Überdies war er seit 1947 stellvertretender Vorsitzender der „Vereinigung des Emsländischen Landvolks“. Darüber hinaus engagierte Kuhr sich in seiner Kirchengemeinde, etwa im Kirchenvorstand.

### Ehrungen
Aufgrund seiner Verdienste für die Modernisierung und Kultivierung des Emslandes wurde ihm am 18. Juni 1962 das Bundesverdienstkreuz 1. Klasse verliehen. Überdies wurde er Osterbrocker Ehrenbürger.